# 凡賽堤
凡賽堤（Forseti），他是光明之神—巴德爾（Balder）和南娜（Nanna）之子。是真理與正義之神。他的宮殿名為格利特尼爾（Glitnir），意即「閃耀、光亮」，因為此殿有著銀色的屋頂和金色的柱子，散發著光芒，即使在遠處也看得到。
在北歐諸神中，這位神祇並沒有在諸神的黃昏被提及，似可解釋他是一個不喜戰鬥的和平之神。

## 凡賽堤的出身
他出生之後，就被認為是北歐十二主神之一。他的職務和戰神提爾（Tyr）是相對的，提爾主持的是有關流血鬥爭的紛爭；而凡賽堤則是對需要調解的事務提出仲裁。他是諸神中最聰明正直、善雄辯的一位，他的判決也絕對公正，沒有人能違抗他的判決，違抗者將得到他正直不私的處罰──死亡。所以最重要的誓言，常是指著他的名義發下的。
傳說他也是古代的弗里西亞人（Frisians）最主要的神或是祖先。另有說法指出，凡賽堤可能是由弗里西亞人原先信仰的神明演變過來的。一般認為，巴德爾是個在仲裁紛爭時沒有決斷力的神，因此借用了原為會議守護之神的神名，成為巴德爾的兒子，最後納入北歐神話中，成為真理與正義之神。

## 凡賽堤的故事
有故事中描述凡賽堤是北歐最初法律的創造者：古弗里西亞人中的12位長老，為了收集各部落間最好的法律遊遍斯堪的那維亞諸地，好編輯成一套對所有人都適用的法律。之後，長老們想找個安靜的地方編撰法典，卻在海上遇到暴風，這時小船上多了一個陌生人，他引領著12位長老抵達一個小島，首先他劈地產生一股泉水，然後緩緩對眾人口述出一部法典。這人據說就是凡賽堤，小島即是赫里戈蘭島（Heligoland），之後這島和泉就被奉為神聖的地方，相傳此島禁止戰鬥及流血，就是維京人也不敢侵犯，因為他們相信，在這島上即使戰死也無法到達英靈殿（Valhalla），而是會被丟到海拉（Hel）的死亡之國。而重大的審判大都在此島舉行，審判官會先飲島上的泉水，以紀念真理與正義之神。另外，北歐人在冬季不進行審判，他們認為陰沉的冬季不適合正義的判決。